# Grupos étnicos de Londres
Londres es una de las ciudades con más diversidad étnica y racial del mundo. Es, sin duda, la ciudad más diversa de Europa. En Londres se hablan más de 300 idiomas y hay más de cincuenta grupos étnicos con una población superior a 10 000 individuos.
En 2011, Londres tenía una población de 8 173 941 habitantes. De éstos, una minoría, el 44,9% eran blancos británicos. El 37% de los londinenses nació fuera del Reino Unido; cerca del 25% de los londinenses nació fuera de Europa. El 59,8% de los londinenses son europeos; el 18,4% de los londinenses son asiáticos; el 13,3% son  negros y el 3,4% pertenecen a otras etnias.
|         |
| Blancos |

|           |
| Asiáticos |

|       |
| Negro |

|            |
| Británicos |

|            |
| Irlandeses |

|       |
| Otros |

|        |
| Indios |

|             |
| Pakistaníes |

|           |
| Bengalíes |

|        |
| Chinos |

|           |
| Africanos |

|           |
| Caribeños |

|        |
| Árabes |